# Julien Lafont
Julien Lafont (Montpeller, 8 de maig de 1880 - 7 de gener de 1970) fou un baix-baríton francès.
Hi ha poca informació sobre els inicis de la carrera d'aquest cantant, el nom real del qual era Jules Lafont. L'any 1917 fou contractat per l'Opéra-Comique de París, on va participar en nombroses estrenes d'òperes:
- 1920 Lorenzaccio (E. Moret)
- 1920 La Rôtisserie de la Reine Pedauque (Charles Lavadé)
- 1920 Le Sauteriot (Sylvio Lazzari)
- 1922 Quand la cloche sonnera (A. Bachelet)
- 1923 La Hulla (Samuel-Rouseeau)
- 1928 Angelo, Tyran de Padoue (A. Bruneau)
- 1928 Riquet à la houppe (Georges Hüe)
- 1928 Sarati le Terrible (Francis Bousquet)[1]

La Temporada 1932-1933 va cantar al Gran Teatre del Liceu de Barcelona. Als anys 1940 també va desenvolupar tasques de direcció escènica a l'Òpera de Montecarlo.